# Tunnel de l’Étoile
Der Tunnel de l’Étoile ist ein ehemaliger Straßentunnel in der französischen Hauptstadt Paris, der heute als Radverkehrsanlage dient. Er verbindet unterhalb der Place Charles-de-Gaulle (bis 1970: Place de l’Étoile) die Avenue des Champs-Élysées mit der Avenue de la Grande Armée und  unterquert dabei die Mittelinsel des Arc de Triomphe.
Der 380 Meter lange und 8 Meter breite Tunnel wurde im Jahr 1970 als Einbahnstraße mit zwei Fahrstreifen von Ost nach West für den Verkehr freigegeben. Er diente als nützliche Abkürzung entlang der historischen Sichtachse Axe historique, um den unfallträchtigen Kreisverkehr an der Place Charles-de-Gaulle zu entlasten. Links und rechts der je 3,20 Meter breiten Spuren wurden 75 cm breite Fußwege für Notfälle gebaut. Der Tunnel verläuft unmittelbar parallel zur Passage du Souvenir, über die Fußgänger zum Arc de Triomphe gelangen.
Die Einfahrt des Tunnels war Auslöser für viele Kfz-Unfälle, da er eine lichte Höhe von lediglich 2,40 m aufweist. Immer wieder beachteten Busse oder Lastwagen die Signalleuchten nicht, kollidierten mit der Tunneldecke und beschädigten das Bauwerk. Daher wurde der Tunnel im März 2015 vorläufig gesperrt und die Auswirkungen auf das Verkehrsgeschehen beobachtet. Die Schließung wurde zunächst mehrfach verlängert und die Wiedereröffnung dann abgesagt, weil neue Sicherheitsbestimmungen für Autotunnel über 300 Meter nicht mehr erfüllt wurden, insbesondere bei der Belüftung. Außerdem wurde Asbest in den Fugen der Wandverkleidung gefunden.
In den Folgejahren gab es Forderungen, den Tunnel für Fußgänger und Radfahrer zu öffnen, auch eine dauerhafte Nutzung als Kino oder Luxus-Einkaufszentrum wurde vorgeschlagen. 2017 wurde der Tunnel als Flugstrecke für das Drohnenfestival genutzt. 2018 wurde der Umbau des Tunnels für Radfahrer und Fußgänger angekündigt. Außerdem soll der Zugang zum Triumphbogen für Menschen mit Körperbehinderung verbessert werden. Während der COVID-19-Pandemie in Frankreich wurden in Paris Pop-up-Radwege angelegt und der Netzausbau beschleunigt. Im Mai 2020 wurde der Tunnel als Teil einer sicheren Radverbindung zwischen der Place de la Porte-Maillot im Westen und der Place de la Concorde im Osten geöffnet.

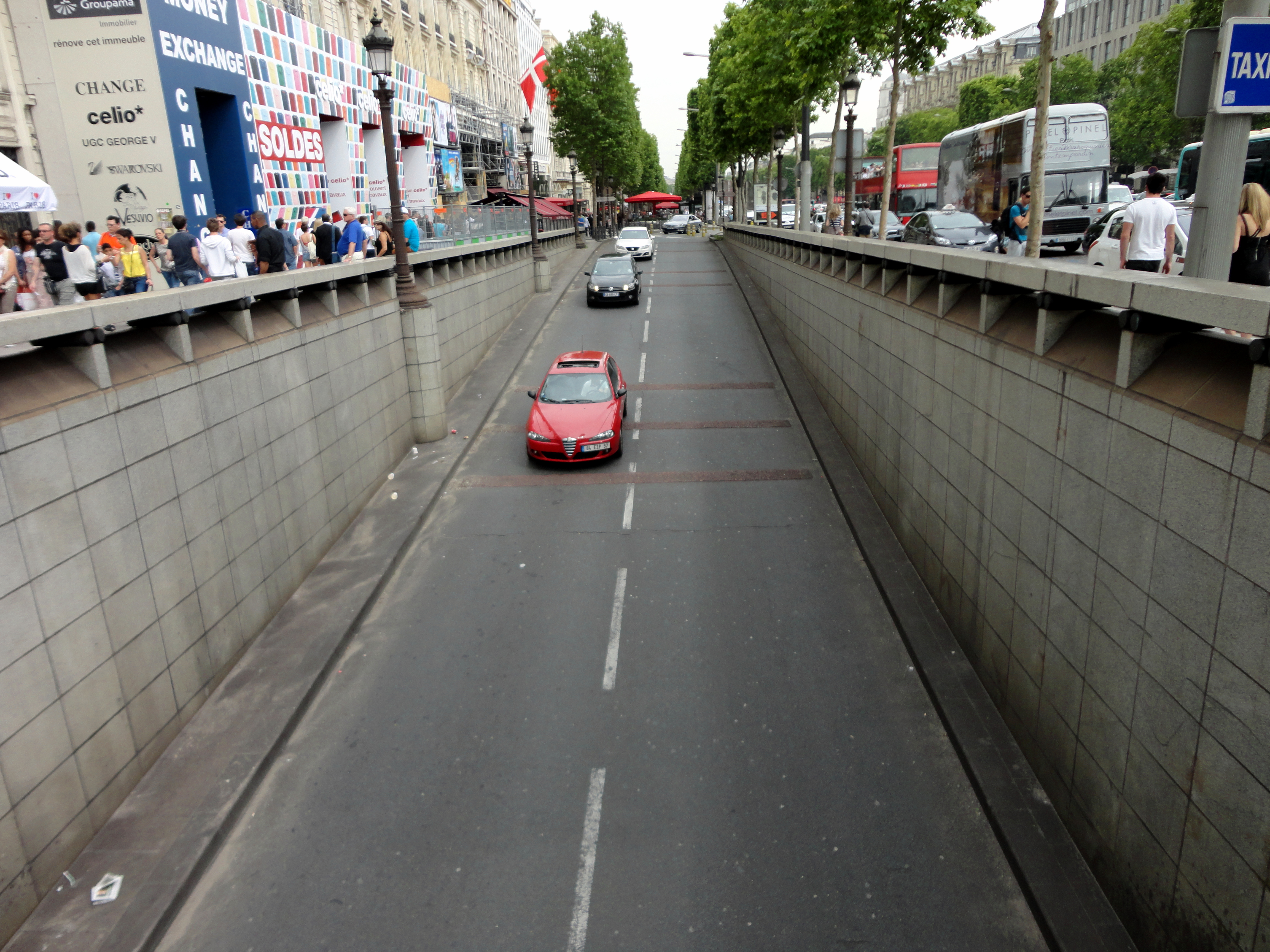
Blick auf einfahrende Autos, 2012
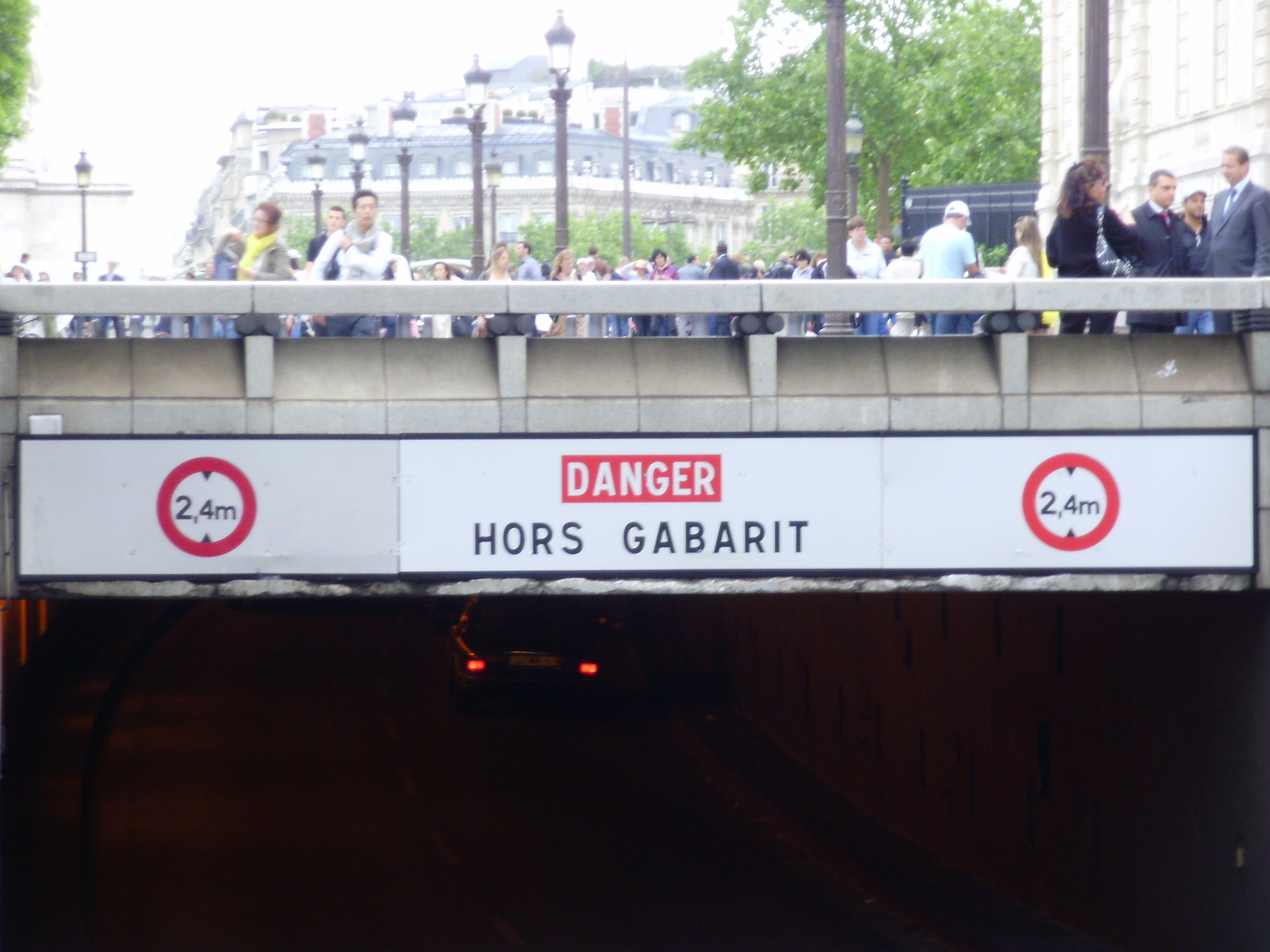
Die unfallträchtige Einfahrt zum Tunnel: 2 Spuren mit 2,40 m Höhenlimit, „Danger hors gabarit“ (dt. Gefahr für Übergröße), 2012
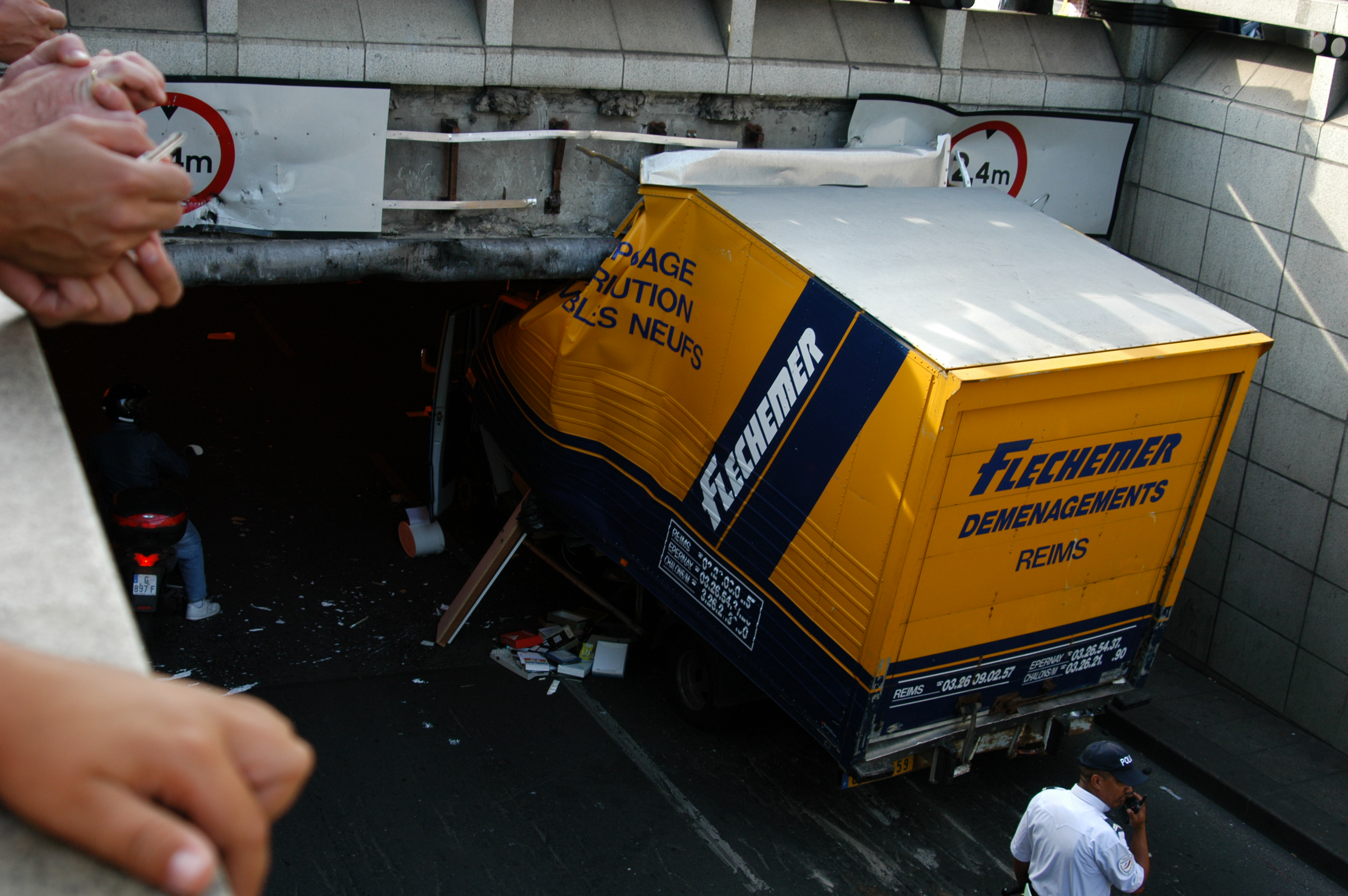
Unfall mit LKW, 2006
- Verkehrschaos auf der Place Charles-de-Gaulle, mittig Avenue de la Grande Armée mit Tunnelausfahrt, 2011